# Rivière-du-Loup
Rivière-du-Loup – miasto w Kanadzie, w prowincji Quebec, w regionie Bas-Saint-Laurent i MRC Rivière-du-Loup. Miasto położone jest nad brzegiem Rzeki Świętego Wawrzyńca. W latach 1845–1919 znane było pod nazwą Fraserville.
Liczba mieszkańców Rivière-du-Loup wynosi 19 192. Język francuski jest językiem ojczystym dla 98,6%, angielski dla 0,4% mieszkańców (2006).